# Челинџ-Браунсвил (Калифорнија)
Челинџ-Браунсвил (енгл. Challenge-Brownsville) насељено је место без административног статуса у америчкој савезној држави Калифорнија.

## Демографија
По попису из 2010. године број становника је 1.148, што је 79 (7,4%) становника више него 2000. године.
| Група             | 2000.       | 2010.       |
| Белци             | 971 (90,8%) | 957 (83,4%) |
| Афроамериканци    | 4 (0,4%)    | 10 (0,9%)   |
| Азијати           | 6 (0,6%)    | 5 (0,4%)    |
| Хиспаноамериканци | 30 (2,8%)   | 90 (7,8%)   |
| Укупно            | 1.069       | 1.148       |